# Aivalykus dominicanus
Aivalykus dominicanus är en stekelart som beskrevs av Zuparko och George O. Poinar, Jr. 1997. Aivalykus dominicanus ingår i släktet Aivalykus och familjen bracksteklar. Inga underarter finns listade i Catalogue of Life.